# Carlos Clemente de Espanha
Carlos Clemente de Espanha (El Escorial, 19 de setembro de 1771 — Madrid, 7 de março de 1774) foi um infante da Espanha, era primogênito o filho do rei Carlos IV de Espanha e da rainha Maria Luísa de Parma.

## Família
Carlos Clemente era filho do rei Carlos IV de Espanha e da rainha Maria Luísa de Parma. Seus avós paternos eram o rei Carlos III de Espanha e a rainha Maria Amália, nascida princesa da Saxônia e Polônia. Seus avós maternos eram o duque Filipe I de Parma, tio de seu pai, e a princesa Luísa Isabel de França, filha do rei Luís XV de França. Ambos seus pais eram netos do rei Filipe V de Espanha , sendo primos em segundo-grau.

## Biografia

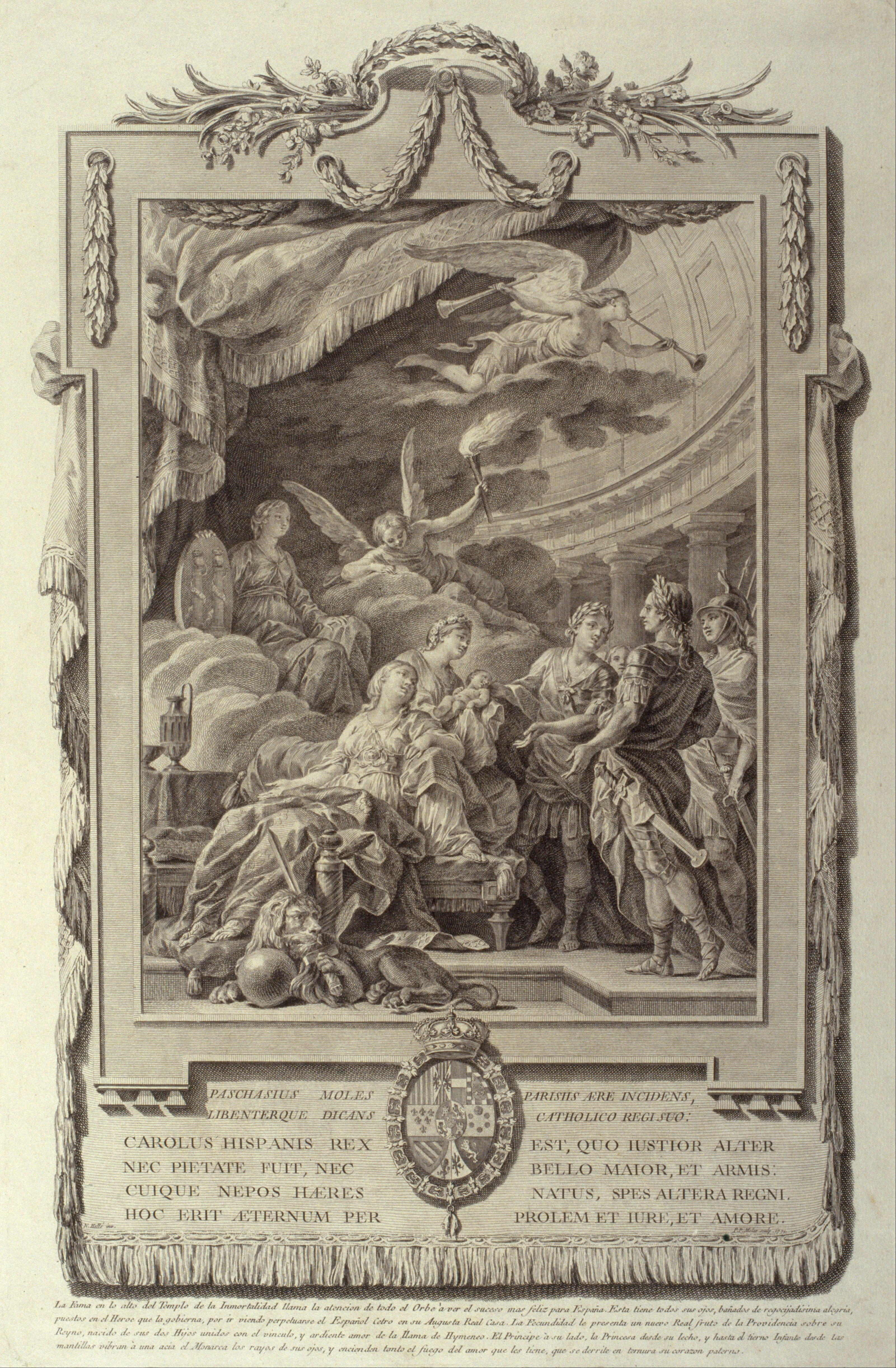
Alegoria do nascimento do infante Carlos Clemente, gravura de Pasqual Pere Moles.

Nascido em 19 de setembro de 1771 em Escorial, Carlos Clemente era o filho primogênito do rei Carlos IV de Espanha e da rainha Maria Luísa de Parma. Batizado no dia de seu nascimento, seu padrinho foi o Papa Clemente XIV, representado pelo avô de Carlos Clemente, o rei Carlos III. O Papa Clemente XIV comemorou o nascimento de Carlos e enviou a roupa infantil consagrada.
Sua morte desencadeou um problema sucessório, haja vista que a sucessão espanhola na altura era regida de acordo com a Lei sálica, que proibia as mulheres de ocuparem o trono, sendo assim a unica irmã de Carlos, na altura, Carlota Joaquina não poderia herdar o torno. A rainha Maria Luísa mais três filhos varões que morrem jovens, tendo o quarto sobrevivido e tornado-se o rei Fernando VII de Espanha, a filha deste, Isabel II, chegou ao trono ainda criança, porém sua sucessão foi contestada pelos carlistas, que recusavam-se a reconhecer uma mulher como soberana, levando às Guerras Carlistas.

## Títulos, estilos e honras

### Títulos e estilos
- 19 de setembro de 1771 – 7 de março de 1774: Sua Alteza Real, o Infante Carlos Clemente de Espanha

### Honras
- Cavaleiro da Ordem do Tosão de Ouro